# Pfastatt
Pfastatt (elsässisch Pfascht) ist eine französische Gemeinde mit 10.275 Einwohnern (Stand 1. Januar 2022) im Département Haut-Rhin in der Region Grand Est (bis 2015 Elsass). Sie gehört zum Arrondissement Mulhouse und zum Kanton Kingersheim.

## Geografie
Die Gemeinde Pfastatt liegt an der Doller und grenzt unmittelbar nordwestlich an die Stadt Mülhausen. Sie bildet mit den umliegenden Gemeinden und Mülhausen ein geschlossenes Siedlungsgebiet. Nachbargemeinden von Pfastatt sind Richwiller im Norden, Kingersheim im Nordosten, Mülhausen im Osten und Süden, Lutterbach im Westen sowie Wittelsheim im Nordwesten.

## Geschichte
Von 1871 bis zum Ende des Ersten Weltkrieges gehörte Pfastatt als Teil des Reichslandes Elsaß-Lothringen zum Deutschen Reich und war dem Kreis Mülhausen im Bezirk Oberelsaß zugeordnet.

### Bevölkerungsentwicklung
| Jahr      | 1910 | 1962 | 1968 | 1975 | 1982 | 1990 | 1999 | 2007 | 2017 |
| Einwohner | 3216 | 5209 | 5986 | 6353 | 6247 | 8061 | 7946 | 8356 | 9579 |

## Sehenswürdigkeiten
- Kirche Saint-Maurice de Pfastatt, 1867 von Jean-Baptiste Schacre in neuromanischem Stil erbaut

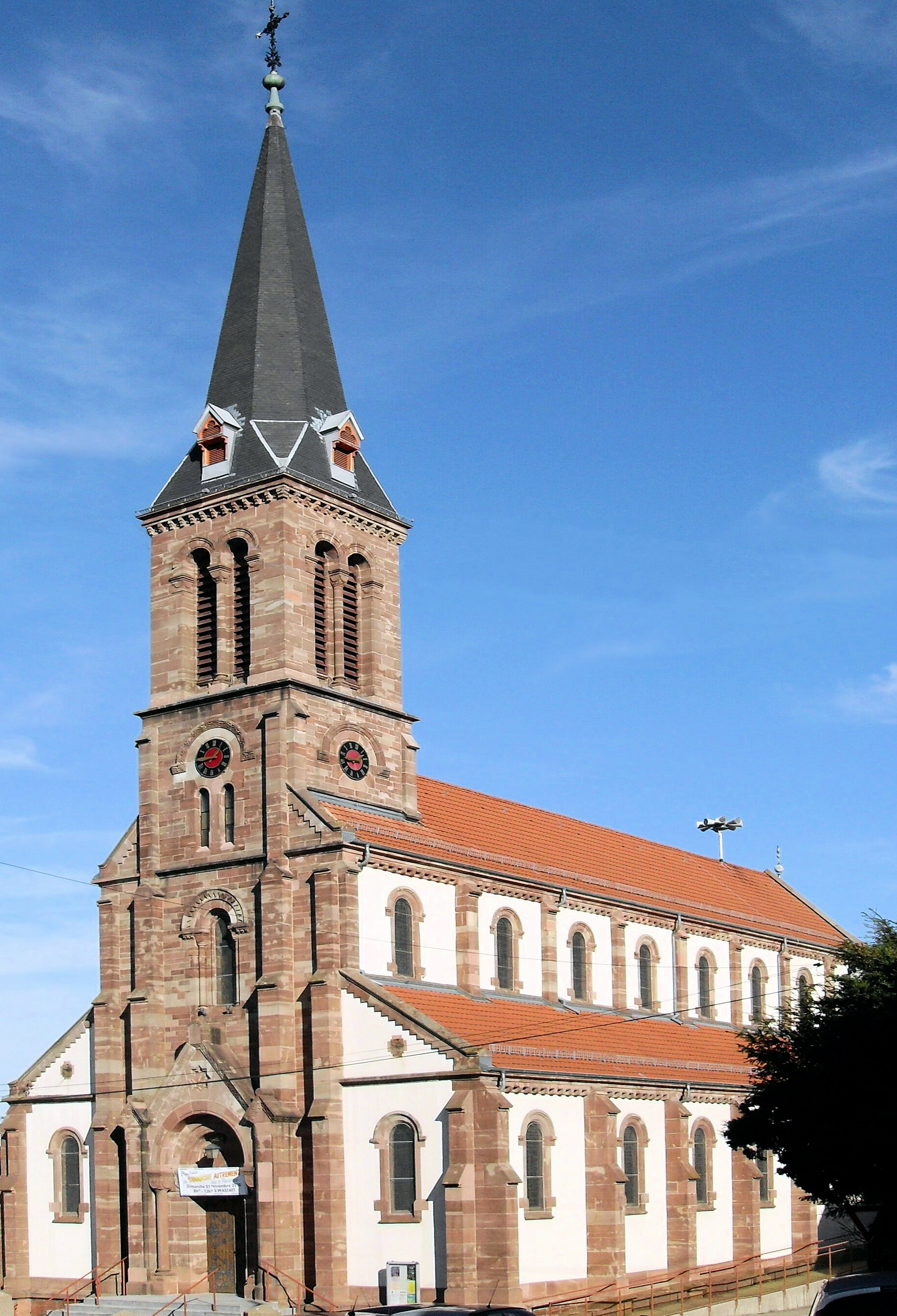
Kirche Saint-Maurice
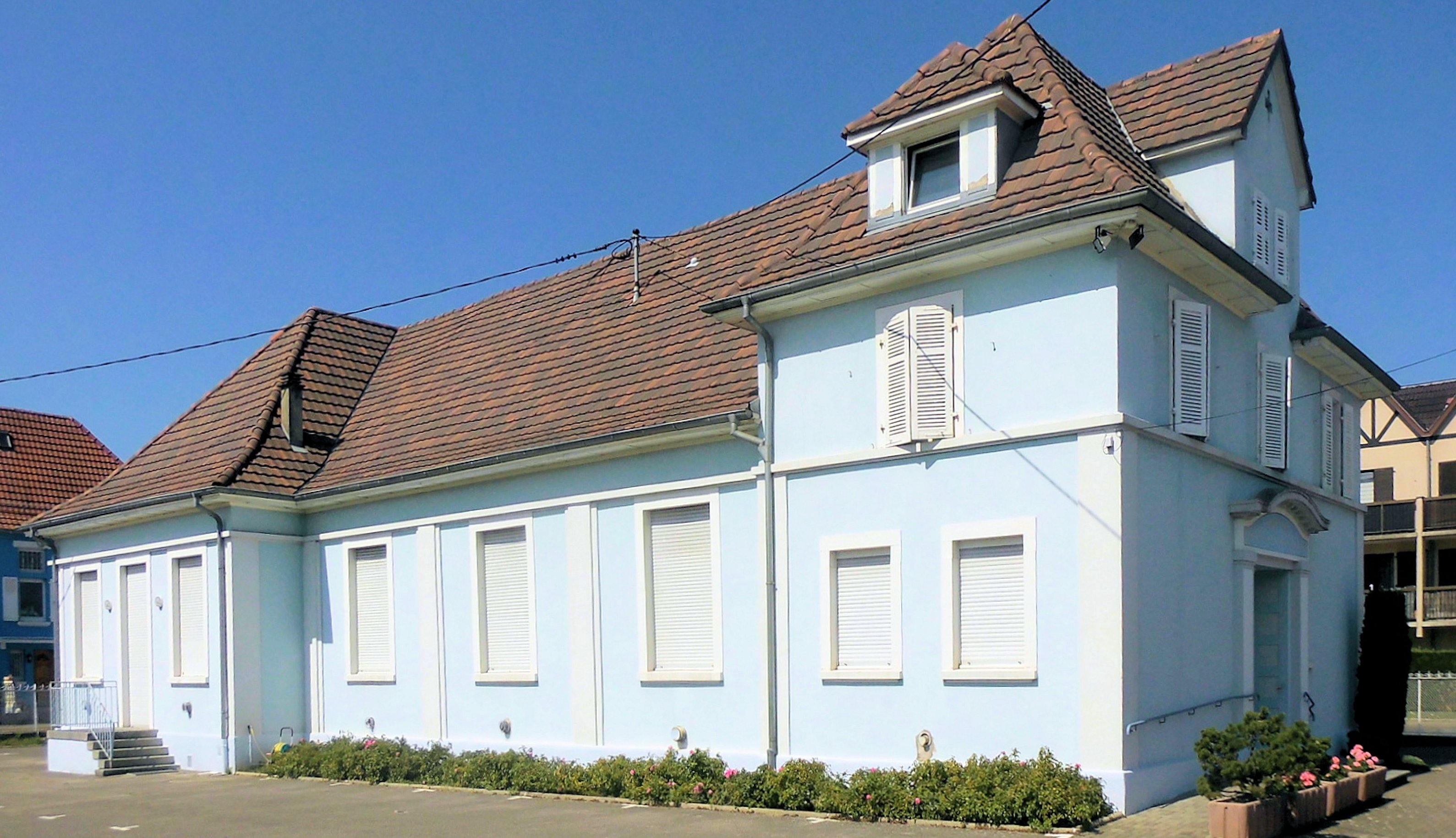
Mennonitenkirche

## Gemeindepartnerschaft
Seit 2009 besteht eine Partnerschaft zur südfranzösischen Weinbaugemeinde Cascastel-des-Corbières.

## Nachweise
1. ↑  Gemeindeverzeichnis Deutschland 1900 – Kreis Mülhausen